# Nosybus hirsutipennis
Nosybus hirsutipennis is een insect uit de familie van de Berothidae, die tot de orde netvleugeligen (Neuroptera) behoort. 
Nosybus hirsutipennis is voor het eerst wetenschappelijk beschreven door U. Aspöck & H. Aspöck in 1983.